# Ny Tid
 For alternative betydninger, se Ny Tid (flertydig). (Se også artikler, som begynder med Ny Tid)
Ny Tid, tidligere Nordjyllands Social-Demokrat, var et dansk socialdemokratisk dagblad, der udkom i Nordjylland fra 1887 til 1971.
Avisen udkom første gang 1. oktober 1887 under navnet Nordjyllands Arbejderblad. I 1906 skiftede den navn til Nordjyllands Social-Demokrat, som den hed indtil 1945, hvor den ændrede navn til Ny Tid, med manchetten Organ for det danske Socialdemokrati. Den vedblev at hedde Ny Tid indtil den 10. december 1971, da A-pressen omlagde deres drift, lukkede flere lokalaviser og lagde dem ind under hovedavisen Aktuelt.
Ny Tid var som regionalavis en overgang den største socialdemokratiske avis i Nordjylland, men tabte markedsandele op gennem 1950erne, og måtte indgå et tæt samarbejde med venstreavisen, Aalborg Amtstidende, i konkurrence med det stadig mere dominerende Aalborg Stiftstidende.
Ny Tid havde redaktionslokaler på Boulevarden i Aalborg, hvor Socialdemokratiet og AOF i dag holder til.

## Ekstern henvisning
- Digitaliserede udgaver af Ny Tid i Mediestream
- Læs om Ny Tid i opslagsværket "De Danske Aviser"